# 七月九日大道

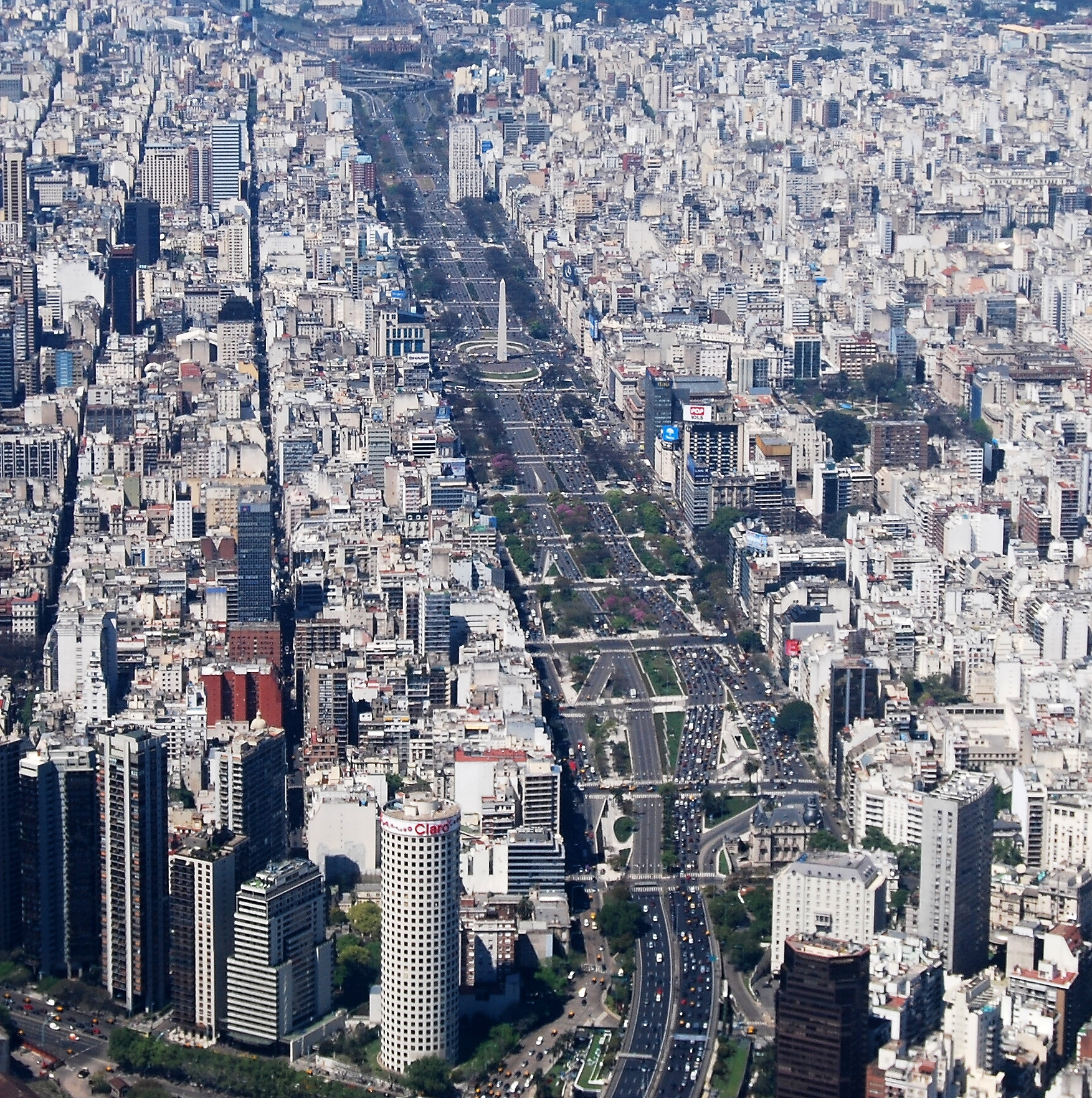
七月九日大道

34°36′28″S 58°22′53″W / 34.60778°S 58.38139°W
七月九日大道（西班牙語：Avenida 9 de Julio）是阿根廷布宜諾斯艾利斯的一条街道，得名于阿根廷独立日1816年7月9日。它是世界上最宽的街道，在布宜诺斯艾利斯的棋盘形道路网中，相邻街道之间的距离大约是110米，大于美国纽约曼哈顿。其东侧的辅路称为卡洛斯·佩莱格里尼路（里瓦达维亚路以北）和 Bernardo de Irigoyen（里瓦达维亚路以南）；西侧的辅路称为塞里托路（里瓦达维亚路以北）和利马路（里瓦达维亚路以南）。

## 特点
大道东边的是卡洛斯·佩莱格里尼街（里瓦达维亚大道以南的贝纳多·德·伊里戈延街），西边是塞里托（里瓦达维亚达到以南的利马街）。这两条街是作为额外的车道，并且被视为同一条街道的一部分，从而达到140米宽。
“七九大道”有一个显着特征是，就是它在整个路线中保持相同的名称，并且没有编号系统，因为只有一栋建筑物可以通过一条人行道进入（卫生与社会发展部）。同样，垂直街道上也没有建筑物。

## 位置
七月九日大道位于拉普拉塔河以西大约1公里，北到雷蒂罗区，南到宪法车站，18车道。
七月九日大道的北端，连接到Arturo Illia高速公路（连接纽伯里机场和泛美公路）以及解放者大道；南端连五月二十五日收费公路（服务于大布宜诺斯艾利斯西侧以及埃塞萨皮斯塔里尼部长国际机场）和七月九日高架高速公路，连接两条向南出城的主要公路（通往拉普拉塔和马德普拉塔）。

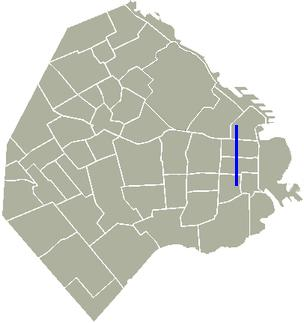
七月九日大道在布宜諾斯艾利斯的位置

七月九日大道拥有不寻常的宽度，是因为它跨越了整个街块，在布宜诺斯艾利斯的棋盘形道路网中，相邻街道之间的距离大约是110米，大于美国纽约曼哈顿。其东侧的辅路称为卡洛斯·佩莱格里尼路（里瓦达维亚路以北）和 Bernardo de Irigoyen（里瓦达维亚路以南）；西侧的辅路称为塞里托路（里瓦达维亚路以北）和利马路（里瓦达维亚路以南）。
七月九日大道最初规划于1888年，由于业主和居民的反对，直到1935年才开始建设。第一段在1937年7月9日揭幕，主要部分完成于1960年代。南部连接线完成1980年以后。
布宜诺斯艾利斯地铁C线沿此大道延伸，A线、B线、D线和E线则在与此路交汇处设站。步行穿越七月九日大道，通常需要通过两三个绿灯。
沿七月九日大道，自北向南由以下地标：法国大使馆、哥伦布剧院、布宜诺斯艾利斯方尖碑、共和国广场、与五月大道交汇处的堂吉訶德雕像、前交通部大楼，以及宪法车站和宪法广场。